# My Hero Academia: Missió mundial d'herois
My Hero Academia: Missió mundial d'herois (僕のヒーローアカデミア THE MOVIE ワールドヒーローズミッション, Boku no Hīrō Akademia Za Mūbī: Wārudo Hīrōzu Misshon) és una pel·lícula japonesa de superherois d'animació original del 2021, en la sèrie de manga My Hero Academia de Kōhei Horikoshi. Produïda per Bones i distribuïda per Toho, la tercera pel·lícula de la franquícia està dirigida per Kenji Nagasaki a partir d'un guió escrit per Yōsuke Kuroda i protagonitzada per Daiki Yamashita, Nobuhiko Okamoto i Yuki Kaji.
El novembre de 2020 es van publicar unes imatges en què sortia en Midoriya, en Katsuki Bakugo i en Shoto Todoroki, que ensenyaven que hi hauria una tercera pel·lícula. Al cap d'una setmana, es va confirmar oficialment que la pel·lícula s'estrenaria l'any 2021. El seu títol complet es va revelar el març de 2021 juntament amb l'anunci de la data d'estrena. Horikoshi va ser acreditat per la història original de la pel·lícula i el disseny dels personatges originals.
La pel·lícula es va estrenar al Japó el 6 d'agost de 2021 i es va estrenar en català al SX3 el 30 de març de 2023. Va rebre crítiques generalment positives, que van elogiar-ne l'animació i la trama, però van criticar el desenvolupament dels personatges. La pel·lícula va recaptar més 47 milions de dòlars a tot el món i va rebre una nominació als Premis Anime de Newtype.

## Argument
A en Deku el persegueix la policia en ser acusat d'assassinat en massa. Mentre ell fuig i intenta defensar-se i netejar el seu nom d'aquesta acusació, la resta de superherois han d'enfrontar-se a un incident que afecta tot el món.

## Repartiment de veus
| Personatge                         | Japonès                            | Català                              |
| ---------------------------------- | ---------------------------------- | ----------------------------------- |
| Izuku Midoriya / Deku              | Daiki Yamashita                    | Iván Priego                         |
| Katsuki Bakugo / Dynamight         | Nobuhiko Okamoto                   | Jaume Cuartero                      |
| Shoto Todoroki / Shoto             | Yuki Kaji                          | Sergio Olmo                         |
| Toshinori Yagi / All Might         | Kenta Miyake                       | Ramon Canals                        |
| Enji Todoroki / Endeavor           | Tetsu Inada                        | Roger Pera                          |
| Flect Turn                         | Kazuya Nakai                       | Claudi Domingo                      |
| Rody Soul                          | Ryo Yoshizawa Asisa Sekine (petit) | Marcel Navarro Carme Ambrós (petit) |
| Keigo Takami / Hawks               | Yuichi Nakamura                    | Masumi Mutsuda                      |
| Ochako Uraraka / Uravity           | Ayane Sakura                       | Irene Miràs                         |
| Momo Yaoyorozu / Creati            | Marina Inoue                       | Lourdes Fabrés                      |
| Minoru Mineta / Grape Juice        | Ryō Hirohashi                      | Carme Ambrós                        |
| Tsuyu Asui / Froppy                | Aoi Yūki                           | Yolanda Gispert                     |
| Kyoka Jiro / Earphone Jack         | Kei Shindō                         | Iris Lago                           |
| Eijiro Kirishima / Red Riot        | Toshiki Masuda                     | Cesc Martínez                       |
| Denki Kaminari / Chargebolt        | Tasuku Hatanaka                    | Héctor García                       |
| Fumikage Tokoyami / Tsukuyomi      | Yoshimasa Hosoya                   | Dídac Badias                        |
| Mezo Shoji / Tentacole             | Masakazu Nishida                   | Ferran Carnicero                    |
| Hanta Sero / Cellophane            | Kiyotaka Furushima                 | Jordi Domènech                      |
| Tetsutetsu Tetsutetsu / Real Steel | Koji Okino                         | Ferran Carnicero                    |
| Tamaki Amajiki / Suneater          | Yūto Uemura                        |                                     |
| Nejire Hado / Nejire-chan          | Kiyono Yasuno                      |                                     |
| Hizashi Yamada / Present Mic       | Hiroyuki Yoshino                   |                                     |
| Claire Voyance                     | Yōko Honna                         | Conchita Ramírez                    |
| Yu Takeyama / Mt. Lady             | Kaori Nazuka                       |                                     |
| Ryuko Tatsuma / Ryukyu             | Kaori Yagi                         | Roser Vilches                       |
| Shinji Nishiya / Kamui Woods       | Masamichi Kitada                   |                                     |
| Taishiro Toyomitsu / Fat Gum       | Kazuyuki Okitsu                    |                                     |
| Ken Ishiyama / Cementoss           | Kenta Ōkuma                        | Joan Pera                           |
| Kugo Sakamata / Gang Orca          | Shuhei Matsuda                     | Mark Ullod                          |
| Moe Kamiji / Burnin                | Misato Kawauchi                    | Carme Ambrós                        |
| Salaam                             | Takuma Miyazono                    | Roger Pera                          |
| Alan Kay                           | Hirofumi Nojima                    | Manel Gimeno                        |
| Belos                              | Mariya Ise                         | Nerea Alfonso                       |
| Stanleyk                           | Shigeru Chiba                      | Toni Astigarraga                    |
| Leviatan                           | Shogo Sakata                       | Ángel del Rio                       |
| Roro Soul                          | Naomi Ohzora                       |                                     |
| Lala Soul                          | Hina Natsume                       |                                     |
| Eddie Soul                         | Toshihiko Seki                     |                                     |

## Producció
Abans de l'estrena de My Hero Academia: el despertar dels herois el desembre de 2019, el creador del manga My Hero Academia, Kōhei Horikoshi, va declarar al juliol que "[probablement] no hi haurà una tercera pel·lícula", creient que la segona pel·lícula de la franquícia era "una mena de final per a My Hero Academia. Això és perquè la pel·lícula utilitza un dels conceptes que [jo] havia volgut utilitzar en la batalla final del manga." El novembre de 2020, els comptes oficials de Twitter del manga, sèries d'anime i pel·lícules de My Hero Academia van publicar tuits que es podrien combinar per formar la frase "Ell coneixerà els tres mosqueters". Cada piulada tenia enllaços que portarien a imatges d'en Katsuki Bakugo, l'Izuku Midoriya i en Shoto Todoroki que es podrien combinar per formar un teaser visual per a la tercera pel·lícula de la franquícia. Al cap d'una setmana, l'últim número de la revista Weekly Shōnen Jump va confirmar oficialment que la pel·lícula s'estrenaria a l'estiu.
El març de 2021, el títol de la pel·lícula es va revelar com My Hero Academia: Missió mundial d'herois, que tindria una història original, i Horikoshi en seria el supervisor en cap i el dissenyador de personatges original. A més, també es va revelar que Kenji Nagasaki dirigiria la pel·lícula a Bones juntament amb Yousuke Kuroda com a guionista i Yoshihiko Umakoshi com a dissenyador de personatges. Els dissenys dels "vestits de furtiu" d'en Midoriya, en Bakugo i en Todoroki a la pel·lícula es van revelar el maig de 2021.
Ryo Yoshizawa es va unir al repartiment de la pel·lícula per fer del personatge original anomenat Rody Soul el maig de 2021, i el juny Kazuya Nakai i Megumi Hayashibara per a fer del líder d'una organització que amenaça el món anomenada Flect Turn, i el soci de confiança d'en Rody, anomenat Pino, respectivament. El juliol de 2021 es va revelar un repartiment addicional per a la pel·lícula, incloent-hi Mariya Ise fent de Belos, Junya Enoki fent de Sir Pentas, Yūichirō Umehara fent de Shidero, Shogo Sakata fent de Leviatan, Hirofumi Nojima fent d'Allen Kay i Yōko Honna fent de Claire Voyance.

## Música
El març de 2021 es va revelar que Yuki Hayashi compondria My Hero Academia: Missió mundial d'herois, el qual ja ho havia fet anteriorment per a la sèrie d'anime My Hero Academia i les pel·lícules de la franquícia: My Hero Academia: Dos herois (2018) i My Hero Academia: el despertar dels herois (2019). El juny de 2021, es va revelar que Asian Kung-Fu Generation interpretaria el tema musical de la pel·lícula titulada "Empathy" (エンパシー). El mes següent, el número 35 de la revista setmanal Shōnen Jump va revelar una cançó que sonaria durant la pel·lícula, titulada "Flowers" (フラワーズ), també interpretada per la mateixa banda. La banda sonora original de la pel·lícula va sortir a la venda el 6 d'agost de 2021 al Japó, portada per Toho Animation Records.
| 1.            | «Humarise»                                  | 1:47  |
| 2.            | «Terrorism»                                 | 1:54  |
| 3.            | «Nerves Before Dispatch – The Story So Far» | 4:18  |
| 4.            | «Opening»                                   | 1:34  |
| 5.            | «From the Slums to the Cities»              | 0:43  |
| 6.            | «Incident Occurs»                           | 2:59  |
| 7.            | «Mysterious Villains»                       | 1:27  |
| 8.            | «Tactics»                                   | 1:01  |
| 9.            | «Impatience»                                | 0:51  |
| 10.           | «Reasons to be Chased»                      | 2:14  |
| 11.           | «Wanted Criminal»                           | 1:40  |
| 12.           | «A Tough Decision»                          | 1:09  |
| 13.           | «Deku’s Whereabouts»                        | 0:51  |
| 14.           | «Rody’s Past»                               | 2:17  |
| 15.           | «Pursuer»                                   | 1:41  |
| 16.           | «Inferiority Complex»                       | 2:39  |
| 17.           | «Rody’s Heart»                              | 2:10  |
| 18.           | «Surprise Attack»                           | 1:51  |
| 19.           | «Rescue»                                    | 1:07  |
| 20.           | «Relief for Humanity»                       | 2:02  |
| 21.           | «Opposition»                                | 2:10  |
| 22.           | «Message»                                   | 1:24  |
| 23.           | «Flect’s Trap»                              | 5:43  |
| 24.           | «Fight Against the Strong»                  | 4:03  |
| 25.           | «Flect’s Thoughts»                          | 1:23  |
| 26.           | «Flect’s Power»                             | 3:01  |
| 27.           | «Surrender»                                 | 3:01  |
| 28.           | «Resolved Action»                           | 3:07  |
| 29.           | «Todoroki’s Counterattack»                  | 2:31  |
| 30.           | «The Spirit to Succeed»                     | 4:51  |
| 31.           | «Go Straight!»                              | 1:53  |
| 32.           | «Sacrifice and Peace – Friendship»          | 2:16  |
| Durada total: | Durada total:                               | 71:38 |

## Màrqueting
El març de 2021 es van publicar un tràiler teaser i una il·lustració dibuixada per Umakoshi de My Hero Academia: Missió mundial d'herois. El juny de 2021 es va publicar una nova il·lustració de la pel·lícula. Un manga extra de Horikoshi titulat My Hero Academia Vol. World Heroes es va donar al primer milió de persones que van veure la pel·lícula als cinemes del Japó. Una novel·la basada en la pel·lícula escrita per Anri Takahashi es va publicar al Japó per Shueisha el 6 d'agost de 2021.
Alguns dels socis promocionals de la pel·lícula van ser la cadena de restaurants de sushi Kura Sushi; Tsutaya, que va treure la seva targeta de soci T Card amb dissenys basats en en Midoriya, en Bakugo i en Todoroki; la cadena de bento per emportar-se, Hokka Hokka Tei; la braseria Ikinari Steak; la botiga de tot a 100 Thank You Mart; la marca de karaoke Joysound; i Good Smile Company, que va treure a la venda Nendoroids d'en Midoriya, en Bakugo i en Todoroki amb els vestits de furtiu que porten a la pel·lícula.

## Estrena

### Cinemes
My Hero Academia: Missió mundial d'herois es va estrenar al Japó el 6 d'agost de 2021 i va rebre projeccions en 4D el 28 d'agost del mateix any.

### Altres mitjans
My Hero Academia: Missió mundial d'herois es va publicar en Blu-ray i DVD al Japó el 16 de febrer de 2022. L'edició "Plus Ultra" contemia un vídeo d'animació original titulat "Partida" (旅立ち, Tabidachi), que es basa en el capítol "No.XXX Hawks: SOOTHE" del vol. World Heroes manga, i segueix en Midoriya, en Bakugo i en Todoroki mentre es troben amb en Hawks a la terminal d'un aeroport.

## Rebuda

### Taquilla
My Hero Academia: Missió mundial d'herois va recaptar 29.300.00 dòlars al Japó i 17.800.000 dòlars a la resta de territoris, en total uns 47.030.00 dòlars.
La pel·lícula va guanyar 28.100.000 dòlars el dia de l'estrena al Japó, un 229,2% més que My Hero Academia: el despertar dels herois (2019) en la seva estrena. El cap de setmana d'estrena, la pel·lícula va guanyar 8.510.000 dòlars, ocupant el segon lloc darrere de F9 (2021). La pel·lícula va assolir la marca dels mil milions de iens el cap de setmana i va recaptar 2,07 mil milions de iens en el tercer cap de setmana d'estrena, convertint-se en la pel·lícula més taquillera de la franquícia. Va quedar primer el quart cap de setmana, quart el cinquè cap de setmana, i primer de nou el sisè cap de setmana. La pel·lícula va assolir la marca dels tres mil milions de iens el setè cap de setmana, coincidint amb la seva baixada a la sisena posició. Va pujar a la cinquena posició el vuitè cap de setmana recaptant 398.500 dòlars, però va caure a la vuitena posició el novè cap de setmana després de guanyar 288.600 dòlars i va baixar del rànquing el desè cap de setmana després de guanyar 228.300 dòlars.

### Crítiques
Al lloc web de l'agregador de ressenyes Rotten Tomatoes, la pel·lícula té una puntuació d'aprovació del 86% basada en 29 ressenyes, amb una valoració mitjana de 7,1/10. El consens dels crítics del lloc web diu: "Divertit tant per als nouvinguts com per als antics fans, My Hero Academia: Missió mundial d'herois és un interludi entretingut entre temporades de la sèrie". A Metacritic, la pel·lícula té una puntuació mitjana ponderada de 51 sobre 100 basada en 4 crítiques, que indica "crítiques mixtes o mitjanes". Cinema Today va informar que la pel·lícula va tenir més espectadors dones que homes, el grup objectiu, que van comprendre el 76,5%.
Rafael Motamayor, d'IGN, va donar a My Hero Academia: Missió mundial d'herois 8 sobre 10, elogiant-ne el dibuix que "supera el del món cinematogràfic de Marvel" i els motius dels malvats, els quals va assenyalar s'inspiraven en la novel·la gràfica X-Men: God Loves, Man Kills. Creia que la pel·lícula "capta l'essència dels primers còmics de Spider-Man Stan Lee i Steve Ditko", especialment l'"enfocament realista" d'en Deku amb el seu nou poder i el seu "pur optimisme davant grans riscos". Hayes Madsen de ComingSoon.net també va donar a la pel·lícula un 8 sobre 10, assenyalant l'"èmfasi més gran en les expressions exagerades per als personatges i les escenes d'acció". Va elogiar el seu "sentit d'escala i gravetat que les dues darreres pel·lícules simplement no tenien" a causa del món en expansió de la franquícia, però va considerar que el desenvolupament del supermalvat "era absent".
Richard Eisenbeis d'Anime News Network va donar a la pel·lícula un "C+", elogiant-ne l'animació i narració mentre en criticava els personatges i el seu desenvolupament. Caroline Cao, de /Film, va considerar que la pel·lícula era "prou sòlida pel que fa a la seva visió, acció agradable al públic, gags visuals i relació base", però va criticar-ne la manca d'abast. Tot i esmentar la brillant relació d'en Deku amb en Rody, va trobar que la pel·lícula era "poc innovadora obertament amb la voluntat d'en Deku de convertir-se en un heroi".
Maya Phillips, de The New York Times, va criticar la pel·lícula, en particular els seus "talls ràpids i els canvis de càmera [que] fan que sigui vertiginosa de presenciar", els personatges s'ignoraven "pel bé d'una trama previsible i un antagonista oblidable", i la lluita final que va descriure com "llarga i... superficial". Va considerar que la pel·lícula era una "tercera pel·lícula que es pot saltar" de la franquícia i que tenia "poc a oferir als fans veterans de la sèrie o als nous espectadors". Richard Whittaker de The Austin Chronicle va donar a la pel·lícula dues de cinc estrelles, afirmant que "no equilibra mai del tot la foscor amb l'optimisme valent inherent i l'humor esporàdic que fa que la sèrie sigui tan popular". Va pensar que Missió mundial d'herois funcionaria millor si fos una sèrie de televisió en lloc d'una pel·lícula "ja que els últims 40 minuts són tot escenes de cops de puny, amb la majoria del personatge de suport una vegada més ocupats fora de pla".

### Elogis
El desembre de 2021, My Hero Academia: Missió mundial d'herois es trobava entre els 100 Preferits nominats a l'Anime de l'any al Tokyo Anime Award Festival 2022. L'octubre de 2022, la pel·lícula va ser nominada al premi a la Millor Fotografia (pel·lícula) als Premis Anime de Newtype.